# Ti amo Presidente
Ti amo Presidente (Southside with You) è un film biografico del 2016 scritto e diretto da Richard Tanne al suo debutto alla regia cinematografica. Il film vede come protagonisti Parker Sawyers e Tika Sumpter nei panni dei giovani Barack Obama e Michelle Robinson e si concentra sul primo appuntamento della coppia in una serata del 1989.
Il film è stato presentato per la prima volta al Sundance Film Festival 2016, dove ha ottenuto il plauso della critica. È stato distribuito negli Stati Uniti il 26 agosto 2016 da Miramax e Roadside Attractions e ha incassato oltre 6,5 milioni di dollari in tutto il mondo.

## Trama
Lo studente della Harvard Law School Barack Obama, mentre lavora come associato estivo presso uno studio legale di Chicago nel 1989, cerca di conquistare il cuore di Michelle Robinson, un giovane avvocato e suo supervisore presso lo studio, passando il tempo prima di una riunione. Visitano una mostra di Ernie Barnes in un centro d'arte locale, partecipano a una riunione di organizzazione della comunità in cui Obama tiene un discorso, guardano una proiezione di Fa' la cosa giusta di Spike Lee e si scambiano il loro primo bacio fuori da una gelateria in quello che finisce essere il loro primo appuntamento.
Nella vita reale il bacio tra l'ex presidente degli Stati Uniti Barack Obama e l'ex First Lady Michelle Obama è stato contrassegnato con una targa storica presso la gelateria Baskin-Robbins all'incrocio tra Dorchester e East 53rd Street a Chicago.

## Produzione
L'idea originale è stata sviluppata da Richard Tanne nel 2007, dopo di che ha iniziato a scrivere la sceneggiatura. Il 5 dicembre 2014 Deadline ha riferito che ci sarebbe stato un film d'amore intitolato Southside With You basato sul primo appuntamento del presidente americano Barack Obama e di sua moglie Michelle Obama ambientato a Chicago, dove la coppia si incontrò nel 1989 e si sposò nel 1992 . Tika Sumpter avrebbe interpretato Michelle, mentre nessuno era stato ancora stato scelto per il ruolo di Barack. Tanne avrebbe fatto il suo debutto come regista nel film, basato sulla sua sceneggiatura, e come produttore al fianco di Tika Sumpter.
Il 10 aprile 2015 IM Global si è unita per produrre il film con Robert Teitel . Nell'aprile 2015 Sumpter ha parlato con Vulture dei suoi preparativi per interpretare Michelle e ha dichiarato di essere "nervosa" perché stava per interpretare "Michelle Obama, che è tutto ciò che ogni donna vorrebbe essere", e ha anche detto che stava leggendo alcune poesie e libri per conoscere meglio Michelle, in modo che potesse interpretare meglio il ruolo. Il 7 maggio 2015 Parker Sawyers è stato scelto per il ruolo del giovane Barack Obama. I produttori del film sono stati Tanne e Sumpter, insieme a Teitel, attraverso IM Global.

### Le riprese
Le riprese principali del film sono iniziate il 13 luglio 2015 a Chicago; in seguito diversi siti web hanno pubblicato foto dal set. Le riprese sono terminate il 31 luglio 2015. Le sedi includevano il centro, il lato sud e il lato ovest della città. Le riprese sono state fatte anche sull'Amstutz Expressway di Waukegan .

## Distribuzione
Il film è stato presentato in anteprima mondiale al Sundance Film Festival il 24 gennaio 2016. Poco dopo Miramax e Roadside Attractions hanno acquisito i diritti di distribuzione del film. Il 28 aprile 2016 Miramax ha rilasciato il primo trailer ufficiale del film. Il film è stato distribuito in tutto il mondo in Francia, Germania, Singapore, Regno Unito, Irlanda, Grecia, Cipro, Turchia, Spagna, Italia, Hong Kong e parti del Medio Oriente .

### Botteghino
Ti amo Presidente è stato rilasciato in Nord America il 26 agosto 2016 e inizialmente è stato proiettato per incassare circa 2 milioni di dollari da 813 teatri nel suo weekend di apertura. Ha finito per incassare $ 2,9 milioni, una media per teatro di $ 3.762. Il film ha incassato un totale di $ 6,5 milioni contro il suo budget di $ 1,5 milioni.

### Italia
In Italia il film è stato distribuito da Microcinema. Al Box Office ha incassato 61,9 mila euro.

### Home media
Ti amo Presidente è stato reso disponibile su Digital HD il 29 novembre 2016 e in Blu-Ray e in DVD il 13 dicembre 2016 da Lionsgate e Miramax .

## Accoglienza

### Accoglienza della critica
Ti amo Presidente ha ricevuto recensioni per lo più positive, con elogi per la regia e la sceneggiatura di Tanne, nonché per le esibizioni di Sumpter e Sawyers. Alla sua premiere al Sundance Film Festival ha immediatamente raccolto un resoconto positivo con Essence, il quale ha scritto che "i critici gli hanno dato due pollici molto entusiasti, definendolo una classica storia d'amore". Su Rotten Tomatoes, sulla base di 153 recensioni tutti i critici, il film ha conseguito un indice di gradimento del 92%, con una media di 7.32 / 10. Su 43 recensioni di Top Critics, il film ha ottenuto un punteggio di approvazione del 98%, con una valutazione media di 7,41 / 10. Il consenso critico del sito Web afferma che " Ti amo Presidente ripercorre una fatidica data della vita reale con spettacoli forti e dialoghi coinvolgenti, aggiungendo un romanzo che rende un film per l'appuntamento abbastanza bello a sé stante". Su Metacritic il film ha un punteggio medio ponderato di 74 su 100, basato su 42 critici, indicando "recensioni generalmente favorevoli".
Justin Chang di Variety ha scritto che il film "si distingue come qualcosa di unico, persino audace nei film indipendenti americani: un" prequel "presidenziale basato sui fatti che cerca di presentare due personaggi iconici del mondo come protagonisti romantici convincenti e riferibili. E su quella particolare colonna sonora, il film di Tanne - completato dal cast molto ben riuscito di Tika Sumpter e Parker Sawyers - è praticamente un successo non qualificato. "
Il critico Peter Travers di Rolling Stone lo ha definito "il film romantico dell'anno" e lo ha descritto come "meravigliosamente romantico".
Richard Brody di The New Yorker ha pubblicizzato il primo film di Tanne come "un atto di apertura di superba audacia" e lo ha descritto come "un dramma pienamente realizzato, complesso, immaginario, arguto e percettivo, che rimane vicino ai suoi protagonisti risuonando silenziosamente ma magnificamente con la spazzata di un'epopea storica. "
Odie Henderson di RogerEbert.com ha dato al film quattro stelle su quattro, affermando che è "subito una canzone d'amore per la città di Chicago e i suoi abitanti, un'inconfondibile storia d'amore nera e una commedia delicata e universale", aggiungendo che "non è dispiaciuto per tutti e tre questi elementi e li intreccia in modo così sottile che diventano più pronunciati solo in seguito a una riflessione".
Stephanie Zacharek del Time lo ha descritto come un "vivido e fantasioso ritratto", e ha notato delle due performance principali che "Sawyers cattura sia i ritmi facili e avvolgenti del discorso del nostro futuro 44 ° Presidente sia l'eleganza a lungo termine della sua carrozza. Sumpter è ugualmente eccezionale," aggiungendo che "manifesta perfettamente la futura determinazione sotto il radar della first lady, sempre temperata dall'empatia."
Il film è stato citato in molte liste di fine anno tra cui The New Yorker , The Washington Post , The San Francisco Chronicle , The Hollywood Reporter, Roger Ebert.com , The Huffington Post, Crave, Medium e Ain't It Cool News .

### Riconoscimenti
| Premio                                  | Data della cerimonia | Categoria                                      | Destinatario         | Risultato       | Note          |
| --------------------------------------- | -------------------- | ---------------------------------------------- | -------------------- | --------------- | ------------- |
| Chicago Independent Film Critics Circle | 8 gennaio 2017       | Miglior film di Chicago                        | "Southside With You" | Vincitore/trice | [ 41 ] [ 42 ] |
| Seattle International Film Festival     | 12 giugno 2016       | Golden Space Needle Award per il miglior film  | "Southside With You" | Candidato/a     | [ 43 ]        |
| Black Reel Awards                       | 16 febbraio 2017     | Outstanding Actor, Motion Picture              | Parker Sawyers       | Candidato/a     | [ 44 ]        |
| Black Reel Awards                       | 16 febbraio 2017     | Outstanding Original Song                      | John Legend          | Candidato/a     | [ 44 ]        |
| NAACP Image Awards                      | 11 febbraio 2017     | Outstanding Actress in a Motion Picture        | Tika Sumpter         | Candidato/a     | [ 45 ] [ 46 ] |
| NAACP Image Awards                      | 11 febbraio 2017     | Outstanding Writing in a Motion Picture (Film) | Richard Tanne        | Candidato/a     | [ 45 ] [ 46 ] |
| Indiana Film Critics Association        | 4 dicembre 2016      | Miglior fotografia                             | Southside With You   | Candidato/a     | [ 47 ]        |
| Indiana Film Critics Association        | 4 dicembre 2016      | Rivelazione dell'anno                          | Parker Sawyers       | Candidato/a     | [ 47 ]        |
| Indiana Film Critics Association        | 4 dicembre 2016      | Rivelazione dell'anno                          | Tika Sumpter         | Candidato/a     | [ 47 ]        |
| Gotham Awards                           | 28 novembre 2016     | Bingham Ray Breakthrough Director              | Richard Tanne        | Candidato/a     | [ 48 ] [ 49 ] |
| Gotham Awards                           | 28 novembre 2016     | Audience Award                                 | Southside With You   | Candidato/a     | [ 48 ] [ 49 ] |
| Maui Film Festival                      | 20 giugno 2016       | Miglior sceneggiatura                          | Richard Tanne        | Vincitore/trice | [ 50 ]        |
| Sundance Film Festival                  | 30 gennaio 2016      | Premio Gran Giuria                             | Richard Tanne        | Candidato/a     | [ 51 ]        |
| Rotten Tomatoes Golden Tomato Awards    | 12 gennaio 2017      | Miglior film romantico recensito 2016          | Southside With You   | Vincitore/trice | [ 52 ]        |